# Alain Bournazel
Pour les articles homonymes, voir Bournazel.
Alain Bournazel, né le 3 juin 1941 à Béziers et mort le 20 juillet 2019 à Issy-les-Moulineaux, est un haut fonctionnaire, essayiste et homme politique français.

## Biographie

### Formation
Alain Bournazel est diplômé de l'Institut d'études politiques de Paris (section Service public, promotion 1967), et ancien élève de Saint-Cyr (promotion Vercors, 1960-1962) et de l'École nationale d'administration (promotion Thomas-More).

### Carrière
Il est chargé de 2002 à 2006 de la Mission de contrôle économique et  financier de l'emploi et de la formation professionnelle au Ministère de l'Économie, des Finances et de l'Industrie.
Il prend sa retraite en 2006.

### Engagement local
En 1977, alors conseiller général de la Dordogne pour le canton de Domme sous l'étiquette du Parti socialiste, il rejoint le Rassemblement pour la République. Il indique alors rechercher « une troisième voie entre le conservatisme et le collectivisme ».
Lors des élections législatives de 1978, il est battu par Robert Héraud dans la 3e circonscription de Seine-et-Marne.
En 1986, il devient vice-président de la région Aquitaine à l’éducation et à la formation. En 1998, candidat dissident du RPR, il n'est pas réélu.
Alain Bournazel fut maire de Domme, en Dordogne, de 1989 à 2001.

### Militantisme souverainiste
Il a appartenu au Centre d'études, de recherches et d'éducation socialiste avant les années 1970.
Dans les années 1980, il signe dans Contrepoint, revue officieuse du Club de l'horloge.
Le 18 juin 1998, avec Jean-Paul Bled, Michel Pinton et Étienne Tarride, il crée des États généraux de la souveraineté nationale.
Le 26 avril 2003, avec Paul-Marie Coûteaux et Jean-Paul Bled, il fonde le Rassemblement pour l'indépendance et la souveraineté de la France (RIF) dont il devient le secrétaire général. Dans ce cadre, il a milité pour le « non » au Référendum français sur le traité établissant une Constitution pour l'Europe du 23 mai 2005.
Il est élu président du RIF le 30 avril 2012, en remplacement de Paul-Marie Coûteaux.

### Radio
De juillet 2013 à la fin de 2016, il dirige le Libre journal de l'indépendance sur Radio Courtoisie, un lundi sur quatre.

### Mort
Alain Bournazel est mort le 20 juillet 2019 à Issy-les-Moulineaux.

## Ouvrages
- La gauche n'aura jamais le pouvoir, Paris, Fayolle, 1978  (ISBN 2-86221-028-5)
- Pour des états-généraux de la souveraineté nationale, François-Xavier de Guibert, 1998  (ISBN 978-2-86839-531-3)
- Action régionale et formation des jeunes: Les formations de l'éducation nationale, l'apprentissage, le crédit formation individualisé, Le Moniteur, 1999  (ISBN 978-2-281-12237-4)
- L’éducation tout au long de la vie : Une nouvelle éducation nationale, Ellipses, 2001  (ISBN 978-2-7298-0594-4)
- Avec Étienne Tarride, L'Europe des réalités, Françoix-Xavier de Guibert, 2002  (ISBN 978-2-921843-68-3)
- Avec Étienne Tarride, Faut-il dire non à la constitution européenne : Dix questions fondamentales pour notre avenir, François-Xavier de Guibert, 2005  (ISBN 978-2-7554-0001-4)
- Avec Bruno Moschetto, La formation professionnelle : Gestion et évaluation, le pentagone de la formation professionnelle, SEFI, 2005  (ISBN 978-2-89509-067-0)
- Avec Jean-Christophe Lévêque, L'Europe qui sombre : De la stratégie de Lisbonne au projet de Constitution Européenne... l'échec, Arnaud Franel, 2006  (ISBN 978-2-89603-064-4)
- Mieux utiliser les dispositifs de la formation professionnelle ; Bien connaître les acteurs de la formation professionnelle, Arnaud Franel, 2006  (ISBN 978-2-89603-036-1)
- Vademecum de l’emploi, Arnaud Franel, 2006,  (ISBN 978-2-89603-063-7)
- Vademecum de la formation professionnelle, Arnaud Franel, 2006  (ISBN 978-2-89603-062-0)
- L'échec des réformes, Arnaud Franel, 2009  (ISBN 978-2-89603-177-1)
- Jeanne d'Arc, la vérité sur un faux procès, Artena, 2012  (ISBN 978-2-35154-026-8) [présentation en ligne]
- Le Modèle finlandais, Arnaud Franel, 2012  (ISBN 978-2-8960-3350-8)
- Les rois maudits d'Angleterre, Perrin, 2014  (ISBN 978-2-262-03896-0) [présentation en ligne]